# 蘇奎
蘇奎（1457年—？），字炳文，直隸蘇州府常熟縣人，民籍，明朝政治人物。

## 生平
成化十九年（1483年）癸卯科應天府鄉試第十一名舉人。成化二十三年（1487年）中式丁未科會試第二百三十四名，三甲第一百三十七名進士。授江西新建县知县。

## 家族
曾祖蘇凈信；祖父蘇子茂；父蘇琇，母孫氏。